# Programme des Illégaux

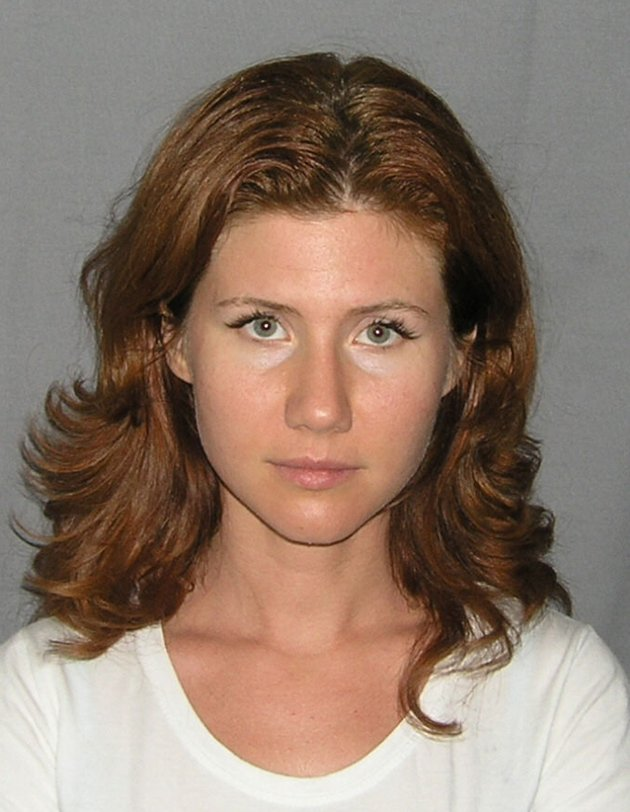
Anna Chapman, l'un des agents russes arrêtés par le FBI.

Le programme des Clandestins (des Illégaux en traduction littérale de Illegals Program, tel qu'il est désigné par le département de la Justice des États-Unis) était un réseau d'agents dormants soviétiques puis russes, qui s’étaient infiltrés en Amérique du Nord. L'arrestation de dix agents de ce réseau, après enquête du FBI, a mené à un échange de prisonniers entre la Russie et les États-Unis le 9 juillet 2010.
Le Canada était un refuge habituel pour les clandestins soviétiques, puis russes : ils y émigraient, s’y refaisaient une vie de citoyens occidentaux avant d'être déployés dans les pays-cibles, souvent les États-Unis ou le Royaume-Uni. Les espions étaient implantés aux États-Unis par le SVR. Vivant durant des années comme de simples citoyens américains, ils essayaient de nouer des contacts avec des professeurs, des industriels et des personnalités politiques pour obtenir des informations. Ils ont été la cible d'une enquête de longue durée du FBI, appelée « Operation Ghost Stories », qui a abouti fin juin 2010 à l'arrestation de dix personnes aux États-Unis et d'une onzième à Chypre. Dix agents dormants ont été accusés de « missions sous couverture à long terme sur le sol des États-Unis pour le compte de la Russie »,,.
Le suspect arrêté à Chypre a été libéré sous caution le lendemain de son arrestation. Une douzième personne, un citoyen russe travaillant pour Microsoft, a également été appréhendée à la même période et extradée le 13 juin 2010. Les documents de justice russes ont été rendus publics le 27 juin 2011, révélant que deux autres agents russes ont pu fuir les États-Unis avant leur arrestation.
Dix des agents ont été transférés le 9 juillet 2010 à Vienne, peu après avoir plaidé coupable des charges de fausse déclaration de citoyenneté. Le même jour, les agents ont été échangés contre quatre citoyens américains, trois d'entre eux ayant été condamnés et emprisonnés en Russie pour haute trahison.
Le 31 octobre 2011, le FBI a révélé publiquement plusieurs douzaines d'images de surveillance vidéo et des documents liés à l'enquête, à la suite de demandes faites au nom du Freedom of Information Act,.